# Bolívar (El Salvador)
Bolivar è un comune del dipartimento di La Unión, in El Salvador.
Ha una superficie di 51.59 km² e una popolazione al censimento del 2007 di 4.215 abitanti (densità di 81,70 ab/km²).